# Manifesto (album Roxy Music)
Manifesto – szósty album studyjny brytyjskiej grupy rockowej Roxy Music, wydany w 1979 roku nakładem E.G. Records (Wielka Brytania) i ATCO Records (Stany Zjednoczone).

## Lista utworów
Opracowano na podstawie materiału źródłowego.
Wydanie LP:
Strona A
| Nr | Tytuł utworu                 | Muzyka                      | Długość |
| -- | ---------------------------- | --------------------------- | ------- |
| 1. | „Manifesto”                  | Bryan Ferry, Phil Manzanera | 5:29    |
| 2. | „Trash”                      | Bryan Ferry, Phil Manzanera | 2:14    |
| 3. | „Angel Eyes”                 | Bryan Ferry, Andy Mackay    | 3:32    |
| 4. | „Still Falls the Rain”       | Bryan Ferry, Phil Manzanera | 4:13    |
| 5. | „Stronger Through the Years” | Bryan Ferry                 | 6:16    |
|    |                              |                             | 21:44   |

Strona B
| Nr | Tytuł utworu     | Muzyka                      | Długość |
| -- | ---------------- | --------------------------- | ------- |
| 1. | „Ain't That So”  | Bryan Ferry                 | 5:39    |
| 2. | „My Little Girl” | Bryan Ferry, Phil Manzanera | 3:17    |
| 3. | „Dance Away”     | Bryan Ferry                 | 3:48    |
| 4. | „Cry, Cry, Cry”  | Bryan Ferry                 | 2:55    |
| 5. | „Spin Me Round”  | Bryan Ferry                 | 5:15    |
|    |                  |                             | 20:54   |

## Twórcy
Opracowano na podstawie materiału źródłowego.
Muzycy:
- Bryan Ferry – śpiew, keyboardy
- Andy Mackay – obój, saksofon
- Phil Manzanera – gitara elektryczna
- Paul Thompson – perkusja

Dodatkowi muzycy:
- Paul Carrack – keyboardy
- Alan Spenner – gitara basowa
- Gary Tibbs – gitara basowa

Produkcja:
- Roxy Music - produkcja muzyczna
- Rhett Davies, Phill Brown, Jimmy Douglass, Randy Mason – inżynieria dźwięku